# Tonnoira protuberata
Tonnoira protuberata är en tvåvingeart som beskrevs av Quate och Brown 2004. Tonnoira protuberata ingår i släktet Tonnoira och familjen fjärilsmyggor.
Artens utbredningsområde är Venezuela. Inga underarter finns listade i Catalogue of Life.